# Zenia insignis
Zenia es un género monotípico de plantas con flores perteneciente a la familia Fabaceae. Su única especie: Zenia insignis, es originaria de China y Vietnam.

## Taxonomía
Zenia insignis fue descrita por Woon Young Chun y publicado en Sunyatsenia 6(3–4): 196–198, f. 24–25. 1946.